# Walter Claverí
Walter Enrique Claverí Alvarado (ur. 24 listopada 1957 w San Pablo Jocopilas) – gwatemalski piłkarz występujący na pozycji środkowego pomocnika, trener piłkarski.

## Kariera klubowa
Claverí urodził się w miejscowości San Pablo Jocopilas, zaś wychowywał się w San Antonio Suchitepéquez. Jego dziadek ze strony ojca był francuskim handlarzem, który przybył do gwatemalskiego portu w Puerto Barrios, by sprzedać tam swoje towary. Następnie osiadł w Sanarate, gdzie założył rodzinę. Jego ojciec Gilberto Claverí był piłkarzem – występował w lidze gwatemalskiej w barwach Sanarate, Quiché, Hospicio i Comunicaciones.
W wieku 14 lat Claverí rozpoczął treningi w klubie CSD Suchitepéquez, a już dwa lata później zadebiutował w pierwszej drużynie. Jako kapitan wywalczył z nim pierwsze w historii mistrzostwo Gwatemali (1983), a także dwa wicemistrzostwa (1982, 1984) i superpuchar Gwatemali (1984). Ogółem w Suchitepéquez spędził 13 lat i jest uznawany za legendę klubu. Przez ostatnie miesiące kariery występował w Juventud Retalteca. Karierę był zmuszony zakończyć w wieku 30 lat z powodu kontuzji.
Równolegle do kariery piłkarskiej Claverí ukończył studia pedagogiczne.

## Kariera reprezentacyjna
W sierpniu 1983 Claverí został powołany przez selekcjonera Carlosa Cavagnaro do reprezentacji Gwatemali amatorów na igrzyska panamerykańskie w Caracas. Tam wystąpił co najmniej w trzech z czterech możliwych spotkań i strzelił gola w meczu fazy grupowej z USA (3:0). Gwatemalczycy zdobyli natomiast brązowy medal.
W sierpniu 1987 Claverí znów znalazł się w składzie drużyny narodowej na igrzyska panamerykańskie, tym razem rozgrywane w Indianapolis. Tam wystąpił we wszystkich trzech meczach, natomiast gwatemalska reprezentacja odpadła z turnieju piłkarskiego w fazie grupowej. Pomimo iż spotkania te nie są uznawane za oficjalne, to Gwatemalczycy wystawili w Indianapolis de facto swoją najsilniejszą kadrę.

## Kariera szkoleniowa
Bezpośrednio po zakończeniu kariery Claverí został trenerem swojego macierzystego CSD Suchitepéquez. Na przestrzeni lat prowadził go kilkakrotnie, zdobywając z nim wicemistrzostwo Gwatemali oraz dwa puchary Gwatemali.
Na przełomie lipca i sierpnia 1999 Claverí poprowadził olimpijską reprezentację Gwatemali U-23 na igrzyskach panamerykańskich w Winnipeg. Jego podopieczni przegrali wówczas z Meksykiem (1:3) i Kanadą (1:2), a następnie wygrali z Trynidadem i Tobago (2:0) i zremisowali z Kostaryką (0:0), odpadając z turnieju w fazie grupowej. Za obrażenie sędziego w jednym z meczów został zdyskwalifikowany przez CONCACAF na pół roku.
Następnie Claverí objął drugoligowy Xelajú MC, z którym w 2000 roku awansował do najwyższej klasy rozgrywkowej. Później uchronił przed spadkiem Deportivo Petapa (2001), a także Xelajú podczas drugiego pobytu w tym klubie (2003). Uratował też przed relegacją do drugiej ligi zespoły Deportivo Zacapa i CD Heredia. Oprócz nich prowadził jeszcze na najwyższym szczeblu kluby Deportivo Escuintla, CSD Sacachispas oraz Deportivo Jalapa. W sierpniu 2012 po raz kolejny został szkoleniowcem CSD Suchitepéquez, zastępując na tym stanowisku Richarda Prezę. Niezmiennie utrzymywał drużynę w szerokiej czołówce ligi i w każdym z siedmiu sezonów doprowadził ją do ligowej fazy play-off.
W styczniu 2016 został wybrany nowym selekcjonerem reprezentacji Gwatemali przez komitet regulacyjny Gwatemalskiego Związku Piłki Nożnej. Podpisał umowę do końca września, kiedy to miała wygasnąć również kadencja komitetu regulacyjnego, ustanowionego wskutek afery korupcyjnej w FIFA. Poprowadził ją na finiszu eliminacji do mistrzostw świata w Rosji, w których odniósł domowe zwycięstwo nad USA (2:0), określane przez media mianem „historycznego”. Następnie przegrał w rewanżu z USA (0:4), zremisował z Trynidadem i Tobago (2:2) oraz wygrał z Saint Vincent i Grenadynami (9:3), co ostatecznie nie wystarczyło, by awansować do ostatniej rundy kwalifikacji. W październiku przedłużył umowę z federacją do lipca 2017, lecz odszedł ze stanowiska już w listopadzie, gdy Gwatemala została zawieszona w prawach członka przez FIFA i wykluczona ze wszystkich rozgrywek międzynarodowych.
W listopadzie 2016 Claverí powrócił do CSD Suchitepéquez. Prowadził go ze średnimi wynikami do października, kiedy to został zwolniony. W lutym 2018 po raz trzeci objął drużynę Xelajú MC, zastępując Rónalda Gómeza. Już w pierwszym sezonie wywalczył z nią wicemistrzostwo Gwatemali (Clausura 2018). W czerwcu 2018 ponownie został selekcjonerem reprezentacji Gwatemali, już po zdjęciu zawieszenia przez FIFA. Podpisał roczną umowę, a oprócz kadry seniorskiej objął także kierownictwo nad reprezentacjami młodzieżowymi, z wyjątkiem kadry do lat dwudziestu. Zwolniono go jednak już w marcu 2019 wskutek słabych wyników – jego podopieczni przegrali cztery mecze towarzyskie z rzędu.
We wrześniu 2019 Claverí podpisał umowę z Deportivo Mixco, absolutnym beniaminkiem ligi gwatemalskiej, walczącym o utrzymanie. W marcu rozgrywki zostały przerwane 9 kolejek przed końcem z powodu pandemii COVID-19, gdy zespół znajdował się w strefie spadkowej. Zdecydowano się nie wyłaniać mistrza, a jednocześnie utrzymać spadki i awanse, co oznaczało relegację Mixco – decyzja ta wywołała w Gwatemali dużo kontrowersji. Bezpośrednio po tym Claverí odszedł z klubu, a w lipcu 2020 po raz kolejny objął Xelajú MC. Został zwolniony ze stanowiska po pięciu miesiącach. W marcu 2021 został trenerem drugoligowego Deportivo San Pedro.